# Oreopanax sectifolius
Oreopanax sectifolius är en araliaväxtart som beskrevs av José Cuatrecasas. Oreopanax sectifolius ingår i släktet Oreopanax och familjen Araliaceae. Inga underarter finns listade.